# Cases Joan Güell
Les cases Joan Güell són un conjunt arquitectònic situat a la Rambla, 35 i 37 (abans Rambla de Caputxins, 30 i 32) de Barcelona, catalogat com a bé amb elements d'interès (categoria C). Actualment, el núm. 37 és la seu del Centro Galego de Barcelona.

## Història

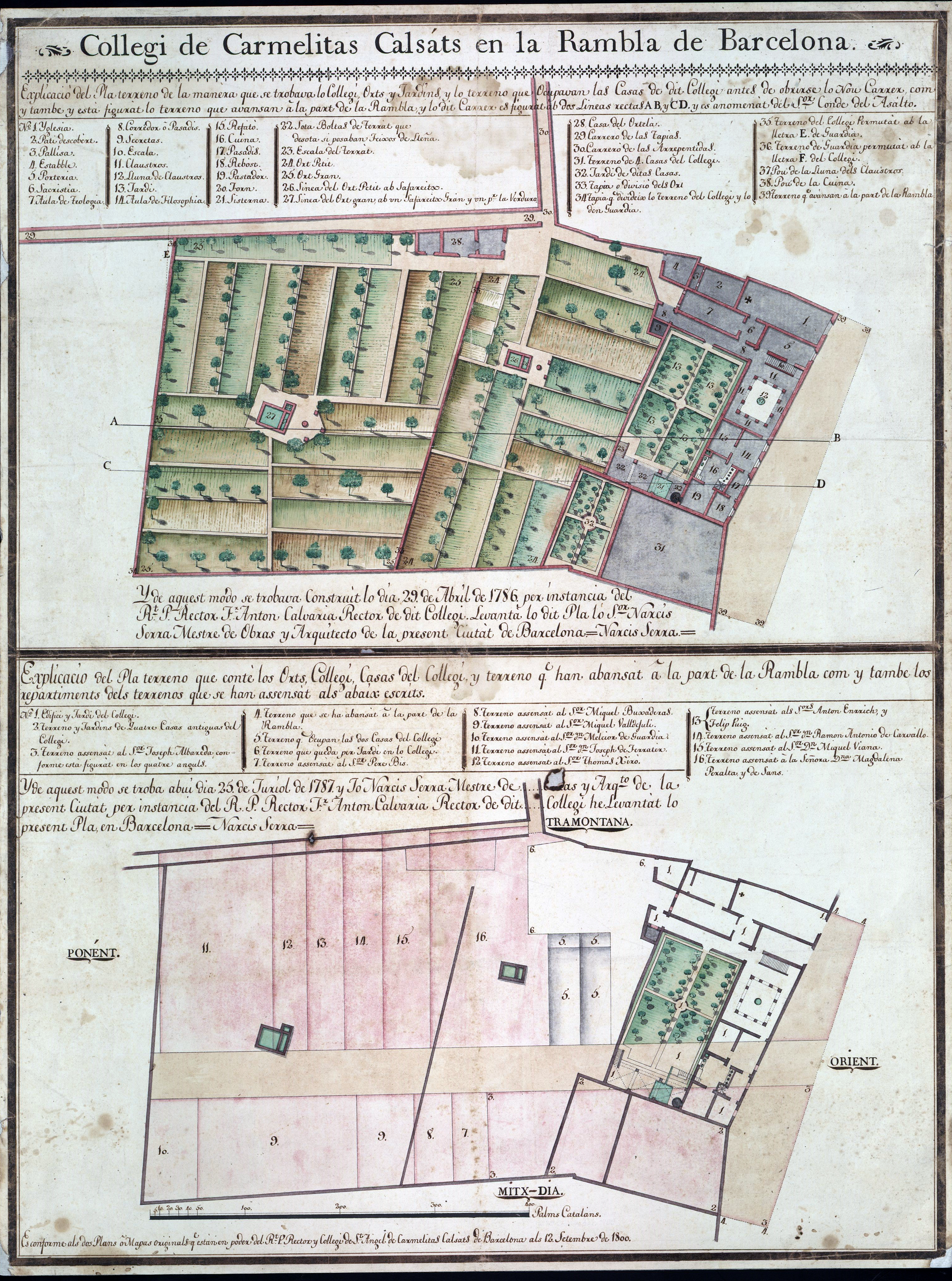
Plànol dels terrenys del col·legi de Sant Àngel (1786 i 1787)

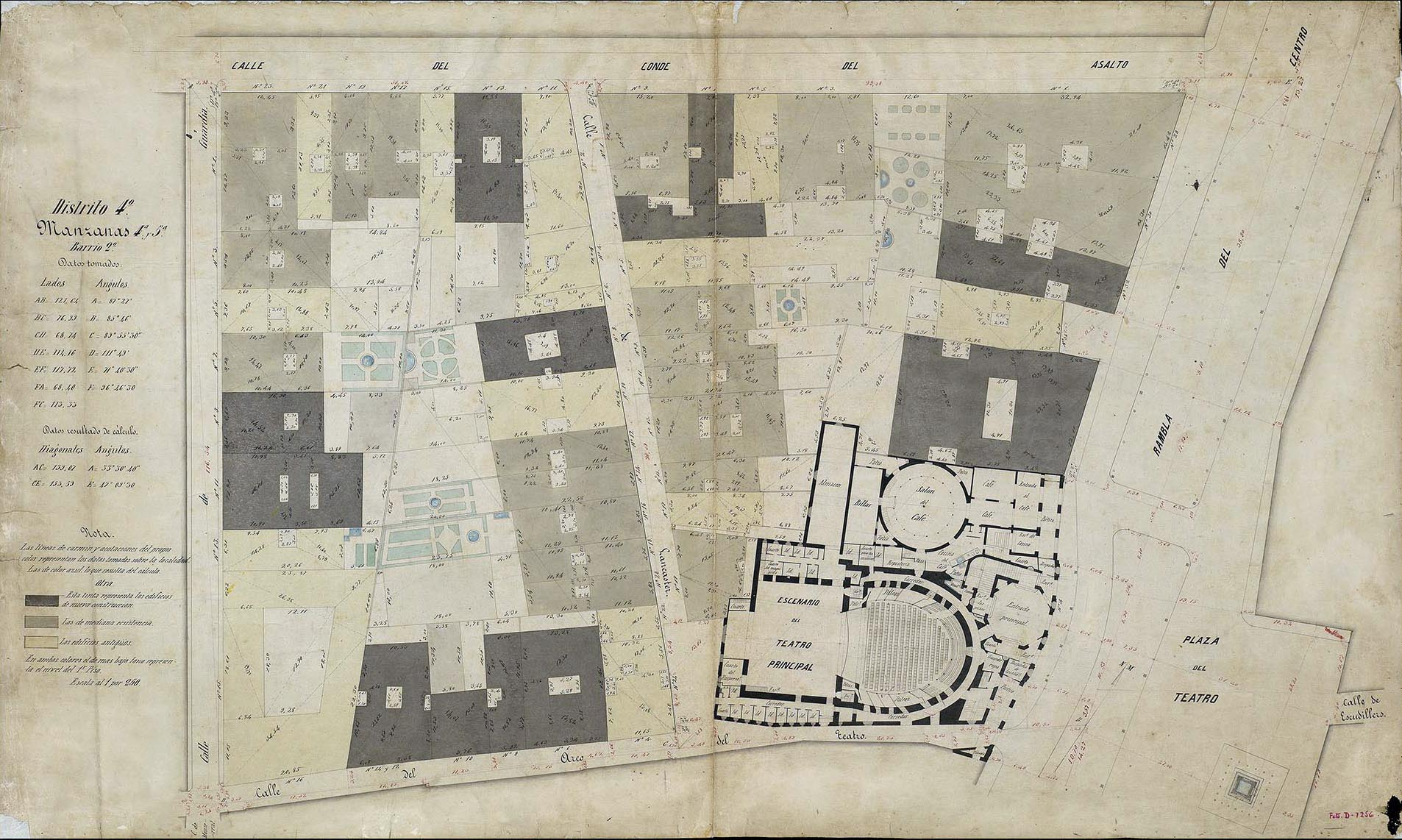
Quarteró núm. 87 de Garriga i Roca (c. 1860)

El 1786, els comerciants Josep Albareda i Joan Batlle van adquirir unes cases a la Rambla i una part de l'hort del Col·legi de Sant Àngel dels carmelites, afectat per l'obertura del carrer Nou de la Rambla, i les van fer reedificar segons les noves alineacions. Poc després, el 1790, es van dividir la propietat, quedant-se Batlle amb la més allunyada del carrer Nou.
El 1803, Batlle va adquirir una casa veïna a la Rambla a Rita Planas i al seu fill Andreu Ballester i Planas, i el 1807 ell i el seu fill van liquidar la seva casa de comerç, devent a Jean-Paul Lafont Cazeing, membre del Consell General de l'Alta Garona, la suma de 350.000 francs. Després de diverses vissicituds, el 1846 els cohereus del creditor van posar les propietats en venda, i les cases de la Rambla foren adquirides per l'advocat Josep Bertran i Ros. Aquest també adquirí a Jean-Aimar Delacroix, marquès d'Aguilar i comte de Montagut, una part de la finca veïna, imbricada amb la seva, l'any següent, va presentar el projecte de reedificació de la casa del núm. 35, de l'arquitecte Josep Fontserè i Domènech, amb una porció de terreny de la Rambla adquirit al Reial Patrimoni.
A la seva mort, fou succeït pel seu fill Felip Bertran i d'Amat, que el 1862 vengué la propietat a l'industrial tèxtil Joan Güell i Ferrer per 136.000 duros. El 1865, aquest va presentar el projecte de reforma de la casa del núm. 37, del mestre d'obres Pere Casany. El 1877 es va fer la divisió de la seva herència entre els seus fills, quedant la casa del núm. 37 en mans d'Eusebi i la del núm. 35 en les de Josepa Güell i Bacigalupi, casada amb Josep Ferrer-Vidal i Soler.

## Descripció
El núm. 35 consta de planta baixa, entresòl (alterats per la implantació de locals comercials) i tres pisos. La façana s'estructura amb tres eixos verticals d'obertures, amb balcons al central (amb barana de balustres al principal i de ferro forjat a la resta) i finestres als laterals. Els brancals i les llindes, així com la cornisa i les llosanes dels balcons són de pedra, i la resta de paraments són d'estuc llis.
El núm. 37 consta de planta baixa, entresòl i tres pisos, amb una remunta de tres plantes endarrerides de la façana. Les obertures es disposen en tres eixos verticals; el central té un gran portal d'arc de mig punt al central, sobre el qual hi ha una balconada amb balustrada i unes pilastres que emmarquen el principal i el primer pis, i una altra balconada al segon. Els balcons són de balustrada al principal i de ferro forjat als pisos superiors. Els emmarcaments e les obertures, la cornisa i llosanes dels balcons són de pedra, mentre que la resta dels paraments són d'estucat llis.